# Alisotrichia ventricosa
Alisotrichia ventricosa är en nattsländeart som beskrevs av Oliver S. Flint Jr. 1991. Alisotrichia ventricosa ingår i släktet Alisotrichia och familjen smånattsländor. Inga underarter finns listade i Catalogue of Life.